# Ассоциация независимых книгоиздателей
Ассоциация независимых книгоиздателей (англ. Independent Book Publishers Association) — некоммерческая организация, сеть независимых издателей и издательских работников из США, Канады и других стран мира. Насчитывает около 3000 членов и является крупнейшей торговой издательской ассоциацией в США.
Представляя интересы своих членов, ассоциация занимается финансированием, поддержкой и проведением семинаров, выставок и конференций. Ежегодно присуждает литературную премию Benjamin Franklin Award, а также публикует журнал и ежегодно проводит образовательное мероприятие под названием «Издательский университет».
Основана в 1983 году как Ассоциация издателей Южной Калифорнии (англ. Publishers Association of Southern California). Позднее была переименована в Издательскую маркетинговую ассоциацию (англ. Publishers Marketing Association). Своё нынешнее название получила в 2008 году.

## Benjamin Franklin Awards
The Benjamin Franklin Awards присуждается независимым издательствам и авторам за достижения в области издательского дела. Награда присуждается в нескольких категориях. В состав жюри входят члены Ассоциации, а также библиотекари, литературные критики и владельцы книжных магазинов.